# 紺野美沙子の科学館
『紺野美沙子の科学館』（こんのみさこのかがくかん）は、1984年10月6日から1999年3月27日までテレビ朝日で土曜日午前に放送されていた教養番組である。全732回放送された。

## 概要
紺野美沙子がナビゲーターを務め、彼女の冠番組の1つとなった。番組は、化学・生物・天文から家事にまつわること、宇宙の構造からパンティーストッキングの原理まで採り上げ科学的に解明した。土曜日午前という放送時間帯に合わせ、子供にも興味を持てるよう趣向を凝らした。
この番組はテレビ朝日のほか、一部のANN系列局でも放送された（テレビ朝日のみ東京電力の一社提供とスポットで放送）。テレビ朝日での放送が終了した後は、放送番組センターによる各放送局への配給の動きもある。

## 出演者

### ナビゲーター
- 紺野美沙子

### 歴代アシスタント
原則として、テレビ朝日の男性アナウンサーが担当していた。ただし、1990年代中期には吉本興業所属の漫才コンビ・トミーズの雅が担当していたこともある。
- 保坂正紀
- 寺崎貴司
- 松井康真
- ほか

### 歴代リポーター
- 立川志の輔
- 阿野伸八
- 田上ひろし
- 藤沢一賀
- ほか

### ナレーション
- 森功至

## スタッフ
- 制作：テレビ朝日、AMAZON

## 放送時間
- 土曜 11:00 - 11:25 （1984年10月 - 1995年3月）
- 土曜 11:20 - 11:45 （1995年4月 - 1999年3月） - 『OH!エルくらぶ』の放送時間繰り下げに伴う。

## 放送題目
- 幕末!竜馬の写真撮影完全再現
- 意外!明治神宮の森のオシドリ
- 驚き!筆が出来るまで技の解明
- 弓矢に羽がなかったら飛ぶ?
- 水と油、界面活性剤って何?
- 謎のマウンテンバイクの走りの技
- 木から作る和ろうそく樹脂と技
- バイオパワー酵素の力衣食住
- 流氷がやって来た道
- 流氷はこうして出来る
- 流氷と天使と豊かな海
- ほか

## エンディングテーマ
- sinon「AGAIN」
- 細坪基佳「もう一度」
- 西脇唯「窓をあけてドアをあけて」
- CALL「Light Blue Time」
- 大橋純子「20才の頃」
- 白鳥英美子「ひまわり」
- Jungle Smile「片思い」
- 小野正利「なにがいまの僕にできるだろう」
- アンヌ・ヴァラン「夢見る そのとき」
- 金月真美「Dreams〜夢の灯る街」

## ネット局
名古屋テレビや朝日放送（ABCテレビ）のように、ANN系列局であってもこの番組をネットしなかった局もある。
- テレビ朝日
- 青森朝日放送
- 秋田朝日放送（開局前はABS秋田放送で放送）
- 東日本放送
- 長野朝日放送
- 静岡朝日テレビ
- 山口放送（現・日本テレビ系列）
- 長崎文化放送
- 琉球朝日放送（サービス放送から最終回まで）

## 関連書籍
- 紺野美沙子の科学館 1 命って何だろう（1996年5月、世界文化社、ISBN 4-418-96214-X）
- 紺野美沙子の科学館 2 おいしさは何処から来るの？（1996年7月、世界文化社、ISBN 4-418-96215-8）